# Papiro Westcar
El Papiro Westcar (Papiro de Berlín 3033) es un texto egipcio, escrito en papiro, con un conjunto de cuentos mágicos. Fue conseguido en 1823 o 1824 por el aventurero británico Henry Westcar y desde 1866 conservado en museos. Actualmente está en el Museo Egipcio de Berlín. El documento mide 169 cm de longitud y unos 33 cm de altura. 
Los cuentos se originaron probablemente durante la dinastía XII, por el tipo de composición, y es considerado el relato conocido más antiguo de magia. Los acontecimientos se sitúan en el Imperio Antiguo pero el papiro está escrito en tiempos de los hicsos, entre 1650 a. C. y 1540 a. C. 

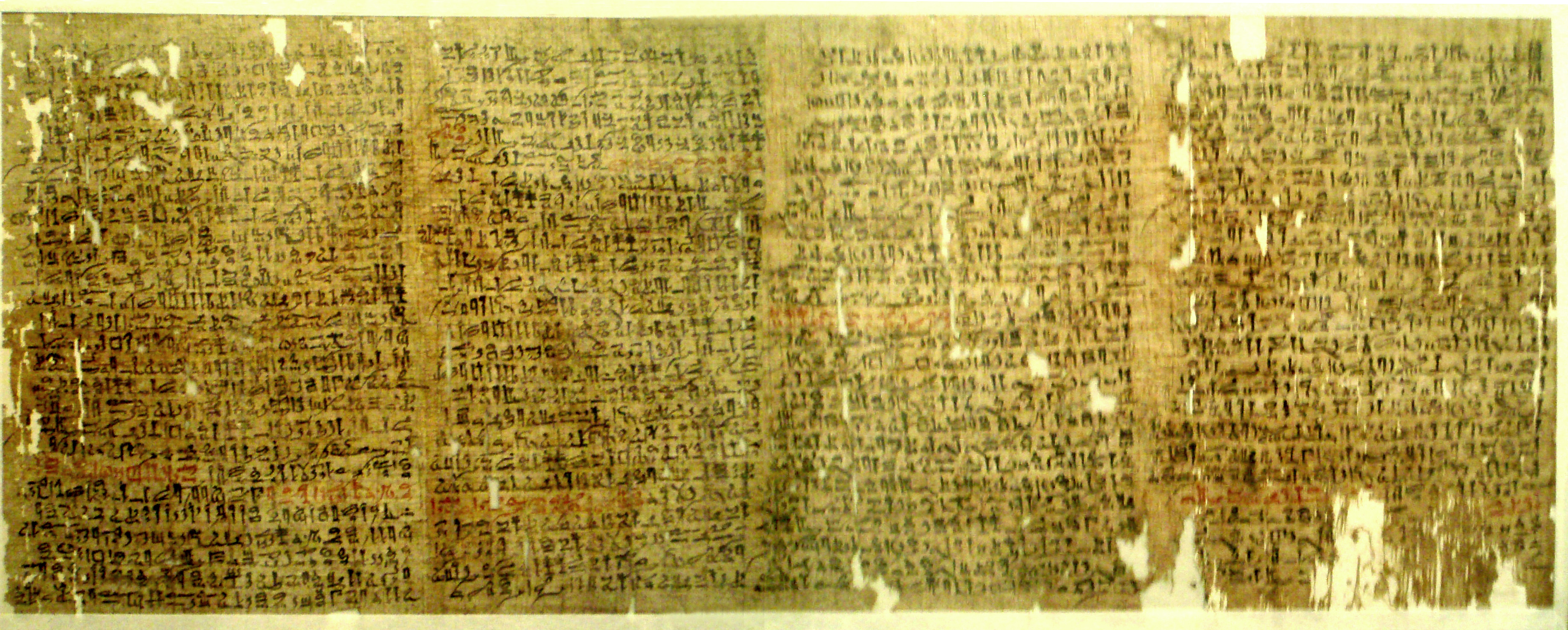
Fragmento del Papiro Westcar. Altes Museum, Berlín.

## Descubrimiento
En 1823 o 1824, el aventurero británico Henry Westcar aparentemente descubrió el papiro durante sus viajes a Egipto. Por razones desconocidas, no registró las circunstancias exactas en las que obtuvo el artefacto.[cita requerida]
En 1838 o 1839, el egiptólogo alemán Karl Richard Lepsius afirmó haber recibido el papiro de la sobrina de Westcar. Como Lepsius podía leer algunos signos del hierático, reconoció algunos de los nombres de los reyes en los cartuchos reales y fechó el texto en el Imperio Antiguo.[cita requerida]
Existen inconsistencias sobre la verdadera naturaleza de la adquisición y el posterior paradero del Papiro de Westcar. Lepsius escribió que el documento se exhibía en la Biblioteca Bodleiana de Oxford, pero se han documentado exposiciones públicas allí desde principios de la década de 1860 y el nombre de Lepsius no aparece en ninguna lista ni documento. Además, Lepsius nunca hizo público el texto del Papiro de Westcar; Guardó el papiro en el ático de su casa, donde fue encontrado tras su muerte. Estas inconsistencias han dado lugar a una amplia especulación; muchos historiadores británicos especulan que Lepsius pudo haber robado el papiro.
En 1886, el egiptólogo alemán Adolf Erman compró el papiro al hijo de Lepsius y lo legó al Museo Egipcio de Berlín. Dado que los signos hieráticos aún no habían sido suficientemente investigados ni traducidos, el Papiro Westcar se exhibió como una especie de curiosidad. Desde el primer intento de Erman de traducirlo completamente en 1890, el Papiro Westcar se ha traducido en numerosas ocasiones, con diferentes resultados. La datación del texto también varía.

## Las historias
Cada uno de estos relatos está narrado en la corte del faraón Jufu (Keops), por sus hijos. 
La primera historia, contada por un hijo desconocido de Jufu (tal vez Dyedefra), casi toda se ha perdido a excepción del final. Al parecer, el texto detallaba un milagro realizado por un sacerdote del periodo del rey Dyeser (Zoser), que posiblemente sea el famoso Imhotep.
La segunda historia, contada por Jafra (Kefrén), se desarrolla durante el reinado de uno de los antecesores de Jufu. El sacerdote jefe del rey Nebka descubre que su 
esposa tiene un amorío con un pueblerino de Menfis, y crea un cocodrilo de 
cera. Al saber que su esposa se irá a encontrar con su amante, hechiza la 
figurilla para que cobre vida al entrar en contacto con el agua y le pide a su 
guardia que la tire en el agua por la que el pueblerino pase y mantenga la 
identidad del sacerdote encubierta. Al atrapar al pueblerino, el cocodrilo lo lleva 
al fondo del lago, donde lo mantiene por siete días, mientras el sacerdote distrae 
al Faraón que está de visita. Cuando Nebka sabe de la historia, le pide al 
cocodrilo que vuelva a subir, le ofrece quedarse con lo que le pertenece (el 
cocodrilo se come al pueblerino), después llaman a la esposa adúltera, la queman y la tiran al río.
La tercera historia, contada por otro hijo llamado Baufra (Baefra), se desarrolla durante el reinado de su abuelo, Seneferu. El rey está aburrido y su sacerdote jefe le aconseja reunir a veinte jóvenes vírgenes para navegar con ellas por el lago del palacio. Seneferu ordena hacer veinte preciosos remos de ébano y oro, y se los da a las hermosas mujeres así como redes para que se las pongan mientras navegan. Pero una de las jóvenes pierde un amuleto: un pez de turquesa, tan querido para ella que ni siquiera acepta un sustituto del tesoro real, y hasta que no se lo devuelvan ni ella ni las demás chicas seguirán adelante. El rey lamenta esto, y el sacerdote jefe separa las aguas para recuperar el amuleto. Una vez recuperado, vuelve a dejar las aguas como estaban.
La cuarta historia, contada por Hardedef, trata de un milagro en el reinado de Jufu. Un pueblerino llamado Dyedi al parecer tiene el poder de unir una cabeza al cuerpo de un animal decapitado, domar a un león salvaje, y sabe el número de habitaciones secretas en el santuario de Tot. Jufu, intrigado, manda a su hijo traer a este sabio, y a la llegada de Dyedi a la corte ordena decapitar a un ganso, un ave acuática y un buey. Dyedi une todas las cabezas con sus respectivos cuerpos. Jufu luego le pregunta cómo sabe lo del santuario de Tot, y Dyedi responde que no conoce el número de habitaciones, sino que sabe dónde están. Cuando Jufu le pregunta dónde están y cómo lo sabe, Dyedi responde que quien puede darle acceso a Jufu no es él, sino el primero de los tres futuros reyes en el vientre de la mujer llamada Redydedet. Esta es una profecía que detalla los inicios de la Quinta dinastía, que comienza con Userkaf.
La última historia –incompleta– rompe el formato anterior y se centra en los partos de los tres hijos de Redydedet. Hasta que llegue el día del nacimiento de los niños, Ra ordena a los dioses Isis, Neftis, Mesjenet, Heket y Jnum ayudarla. Se disfrazan de músicos y rápidamente van a la casa de Redydedet a ayudarla con su difícil parto. Los tres niños nacen, cada uno es descrito como fuerte y sano, con brazos y piernas cubiertas de oro –la carne de los dioses– y tocados de lapislázuli. Mesjenet profetizó que gobernarían por turno, y los dioses se fueron, no sin antes dejar un saco de trigo en el que escondieron tres coronas. Redydedet estaba feliz con estas noticias y, después de asearse, comparte su alegría a su marido, y le ordena a su sirvienta traer los materiales para hacer cerveza con el contenido del saco dejado por los dioses.
La sirvienta escucha la música de los festejos cuando entra a la bodega, encuentra y trae el saco que contenía las tres coronas. Después tiene una discusión con su patrona y recibe una paliza, huye y jura contarle al rey Jufu lo que ha sucedido, pero en el camino se encuentra con su hermano y le cuenta la historia. Disgustado, él le pega y la manda corriendo hacia la ribera donde un cocodrilo la atrapa. Luego, el hermano va a ver a Redydedet, quien llora por haber perdido a la muchacha. El hermano comienza a confesarle lo sucedido. 
Pero en esta parte el papiro está roto y el resto de la historia se ha perdido.